# Gui Christ
Gui Christ (Niterói, 1980) é um fotografo, documentarista e artista visual reconhecido por fotografar as periferias culturais e sociais do Brasil. Suas imagens e livros fazem parte de coleções como da Museu Nacional de Belas Artes, Maison de la Photographie, Bibliotheque Nationale de France e outros. 

## Biografia
Christ iniciou sua carreira como fotografo em 2010, e desde 2015 vem realizando projetos autorais e comerciais sobre as diversas periferias brasileiras para veículos de comunicação internacional como Time, The Washington Post, National Geographic e outros.
Em 2016, pelo coletivo Gringo, publica o fotolivro "Marrocos". O livro sobre uma ocupação sem-teto localizada no centro de São Paulo foi um sucesso de crítica. O livro foi expostos em festivais nacionais e internacionais, como Prêmio Nacional de Fotografia Pierre Verger, Prêmio Diário Contemporâneo do Pará, PhotoEspaña e outros.
Em 2019 auto publica "Fissura", livro sobre a Cracolândia paulista. O trabalho foi aclamado pela crítica, sendo destacado por jornais como The Washington Post , Revista Zum, GUP, The Eye of Photography, Revista Gama , Público , The Independent Photographer e outros. Por este trabalho, foi apontado em 2020 pela revista alemã European Photography, em sua edição especial de 40 anos, como um dos melhores fotógrafos documentais de sua geração.
No mesmo ano, Christ Foi o primeiro Brasileiro a receber a Bolsa Emergencial de Covid-19 da National Geographic Society e por sua atuação documentando as religiões Afro-Brasileiras, em 2022, foi laureado como Explorer pela mesma instituição. No mesmo ano, ainda foi premiado com a bolsa RainForest Journalism Fund do Pulitzer Center para documentar os conflitos na Amazônia Maranhense. Por este trabalho, Gui foi um dos fotografos prêmiados no POY-LATAM, o mais importante prêmio de fotografia documental e fotojornalismo da América Latina.
Em 2023, seu trabalho com as religiões afro-brasileiras" foi premiado internacionalmente no LensCulture Portrait Awards e Indian Photo Fest. Neste mesmo ano, Gui foi também nomeado para o prêmio Foam Magazine - Paul Huf para fotógrafos emergentes de reconhecimento internacional.
Em 2024, seu trabalho sobre as mitologias afro-brasileiras foi um dos 40 selecionados, entre mais de 5.000 candidatos, para representar a América Latina em um dos maiores festivais fotográficos do mundo, o PhotoVogue, em Milão.

## Livros publicados
2022
- Inside the Curve, National Geographic, ISBN 9781426223075
2020
- Fissura, Self-published, ISBN 9786500078701
2017
- Marrocos;, Gringo Collective, ISBN 9788592286606